# Friedrich Opferkuh

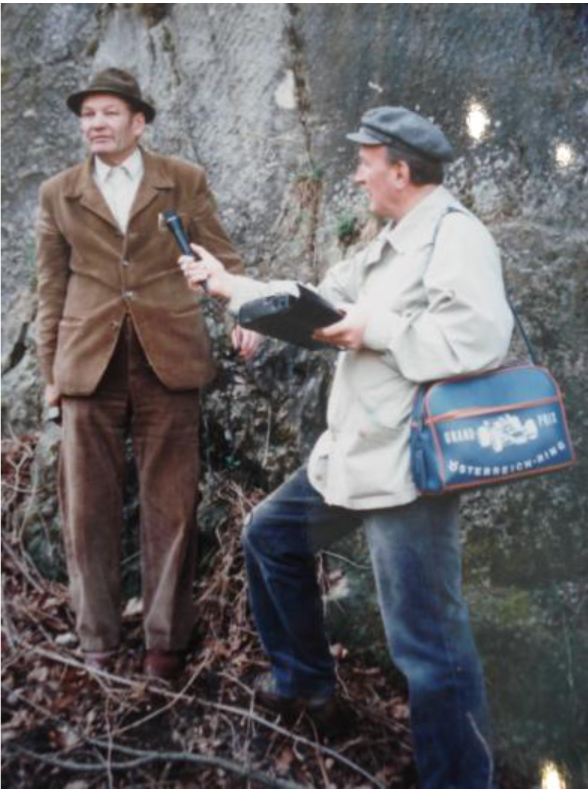
1990 Kaisersteinbrucher Steinbrüche, ORF-Redakteur Hans Rochelt interviewt Friedrich Opferkuh

Friedrich Opferkuh (* 1. Mai 1923 in Mannersdorf am Leithagebirge, Niederösterreich; † 20. April 1993 in Eisenstadt, Burgenland) war ein österreichischer Steinmetzmeister und Bildhauer.

## Leben und Wirken
Friedrich Opferkuh wurde in eine Steinmetzfamilie geboren. Seine Eltern waren Karl Opferkuh, Steinmetz in Mannersdorf, und Maria, geb. Tatzber von Sommerein. Die Großeltern väterlicherseits waren der Steinmetz Johann Opferkuh und Maria, geb. Zwirschitz. Friedrich Opferkuh erlernte das Steinmetzhandwerk von 1937 bis 1940 bei der Firma Eduard Hauser, dem ältesten industriellen Steinmetzunternehmen in Wien mit Steinbrüchen in Mannersdorf. Schon sein Großvater und Vater hatten dort als Poliere gearbeitet. Als Geselle war er nach dem Zweiten Weltkrieg am Wiederaufbau des Burgtheaters und der Staatsoper beteiligt. Ab 1947 besuchte er in den Wintermonaten die Bauhandwerkerschule in Hallein mit dem Hauptfach Steintechnik.

### Erster Meister seiner Familie
Friedrich Opferkuh wurde der erste Meister seiner Familie und eröffnete 1951 seinen eigenen Steinmetz- und Steinbruchbetrieb in Mannersdorf. Er heiratete Theresia Rebsch, Sohn Friedrich († 12. Juli 2015) und Tochter Marianne (verheiratete Kruckenfellner, † 11. April 2002) wurden geboren. Als seine erste Frau 1970 verstarb, wurde Leopoldine Windholz seine zweite Ehefrau, mit der er bis zuletzt verbunden blieb.
Sein Auftragsradius erstreckte sich von Eisenstadt, Podersdorf, Illmitz, Neusiedl am See, Hainburg, Marchegg, Klosterneuburg bis Wien. Zu den Wiener Großaufträgen gehörten Restaurierungen in der Schotten-, Minoriten- und Michaelerkirche sowie in den Palais Daun-Kinsky, Liechtenstein und Ferstel. Exklusives Beispiel war die berühmte Wiener „Loos-Bar“ (American Bar), wo Opferkuh unter anderem eine Wand aus seltenem Onyx instand setzte.

### „Palais Ferstel“
1971 befasste sich der Präsident des Bundesdenkmalamtes Walter Frodl mit dem schwer kriegsbeschädigten Bank- und Börsengebäude in Wien. Das Büro für technische Geologie von Otto Casensky erstellte ein Gutachten über die Natursteinfassade. An der Fassade Freyung 2 war über die gesamte 15,4 m lange Front ein Balkon aus hartem Kaiserstein angebracht. Dieser Balkon war nicht mehr vorhanden und nur mehr knapp an der Fassade waren Reste der Trittplatten sowie der unterstützenden Konsolen erkennbar. Im Juli 1975 erfolgte die Rekonstruktion des Balkons und Friedrich Opferkuh erhielt den Auftrag, den alten Zustand – aus Mannersdorfer Stein, Stahlbeton und Kunststein – wiederherzustellen.

### Konsulent des Bundesdenkmalamtes
Mit Friedrich Opferkuh war weit über die Region des Leithagebirges hinaus, vor allem beim Bundesdenkmalamt in Wien geachtet und wurde besonders bei der geplanten Revitalisierung von Schloss Neugebäude als Konsulent herangezogen.

Turmbau zu Babel, Arbeit am Stein
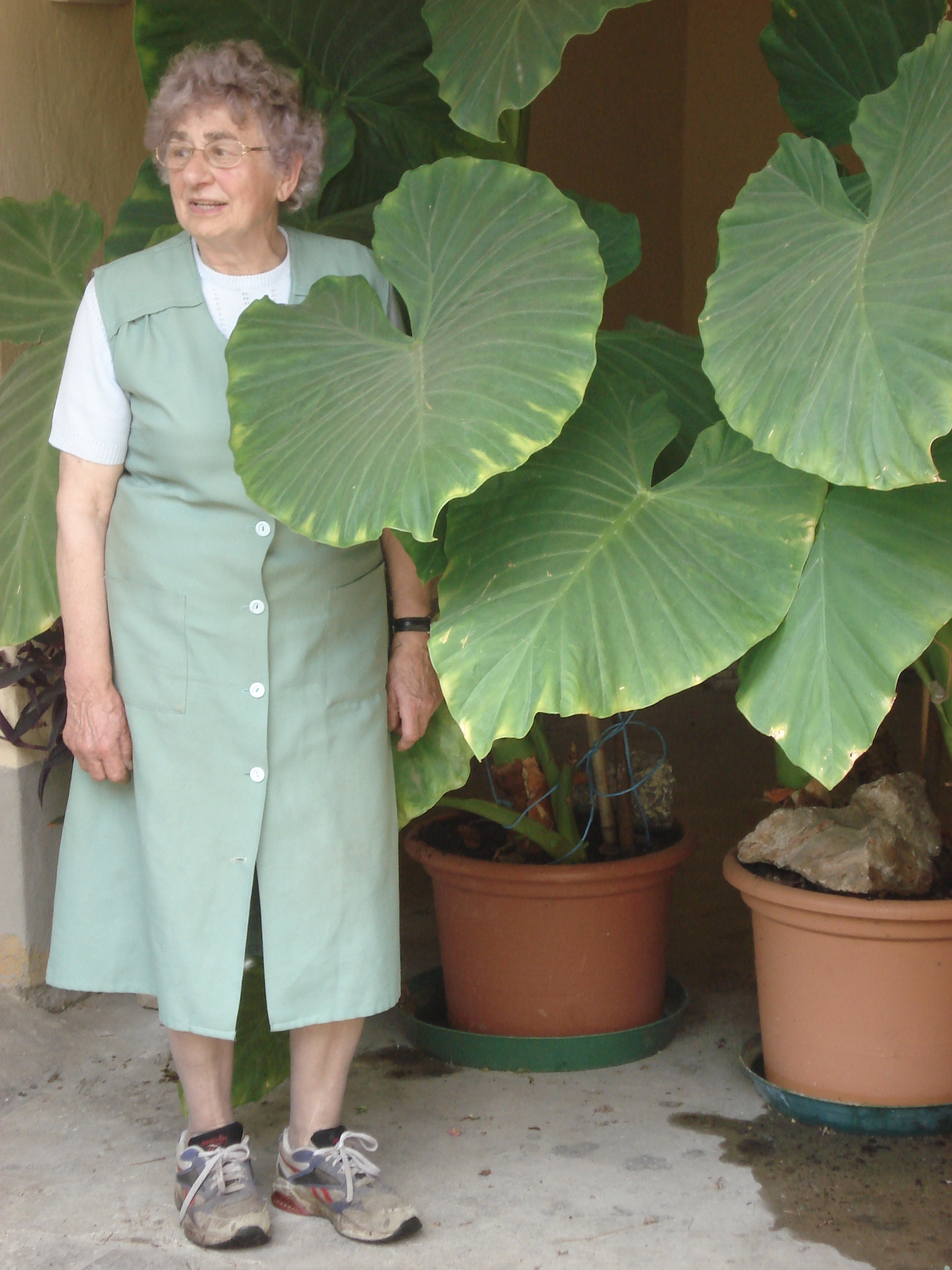
Frau Leopoldine im Garten
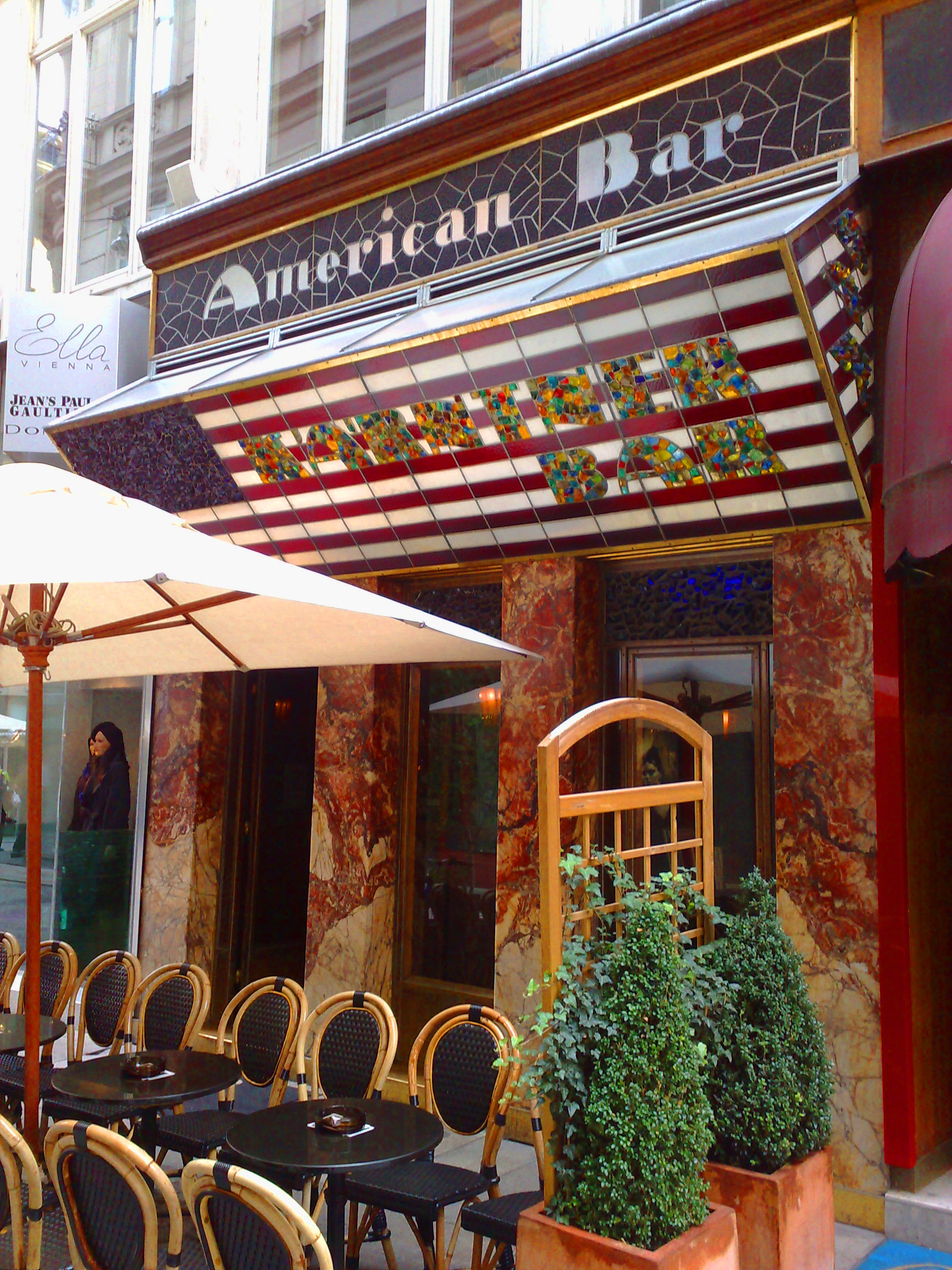
„Loos-Bar“ in Wien 1
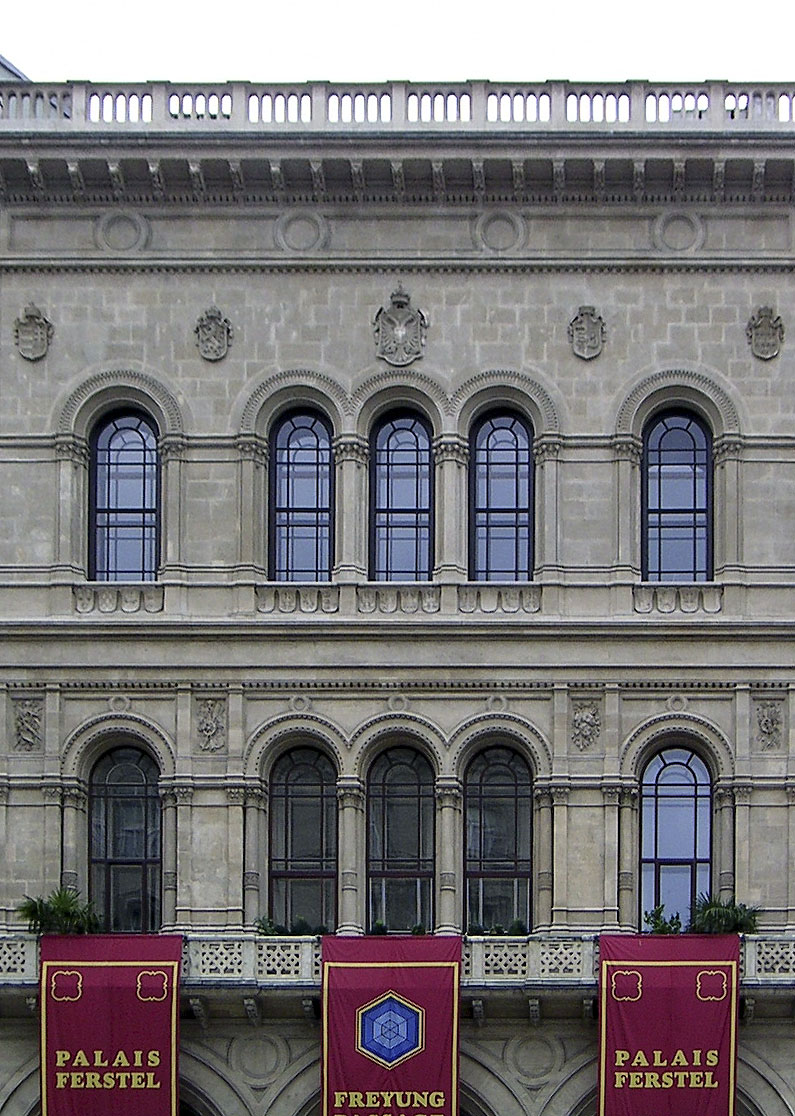
Balkon zur Freyung
Friedrich Opferkuh, Steinmetztechniken
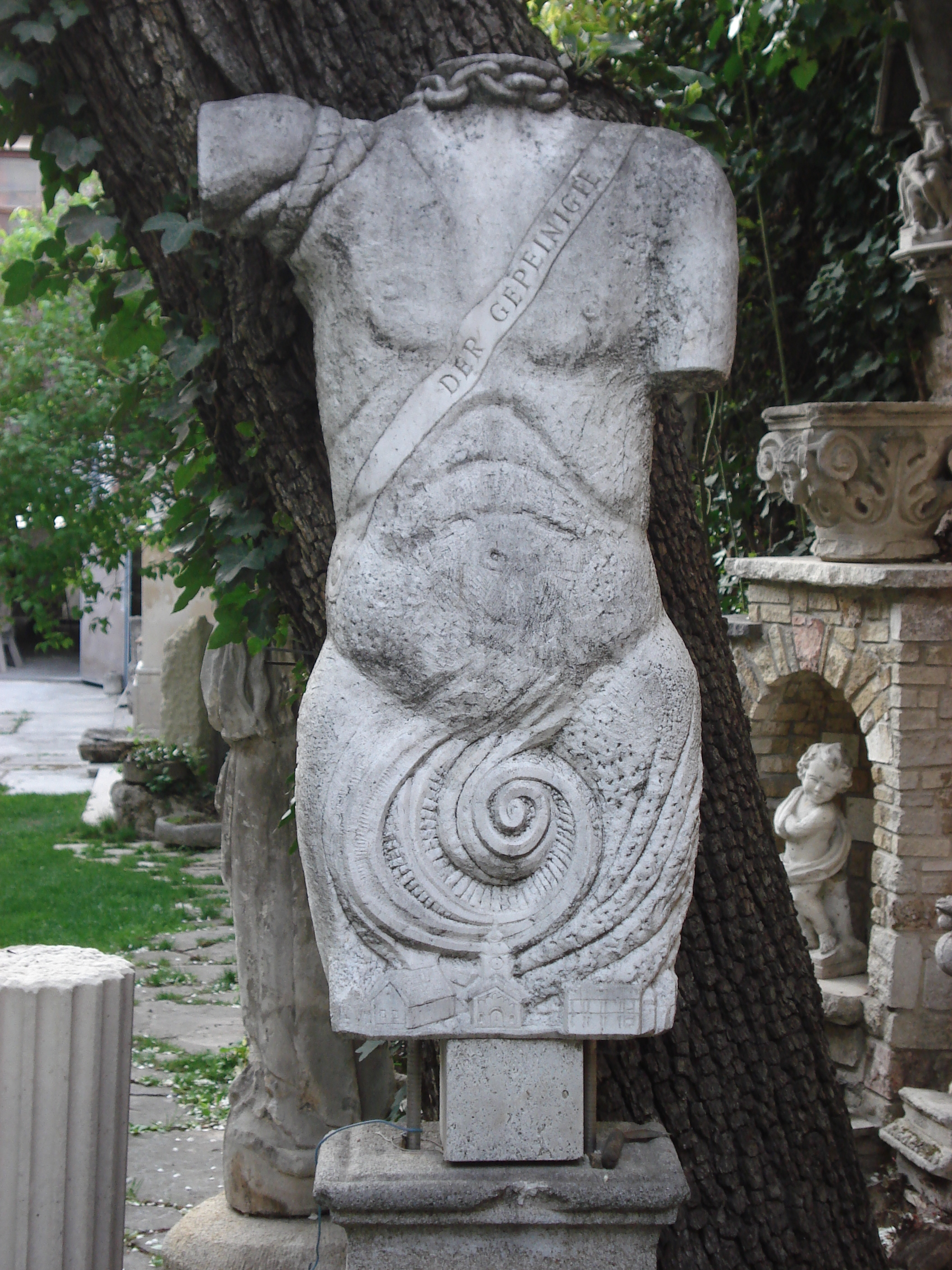
Der Gepeinigte

### Gründer des Mannersdorfer Museums
Als Obmann des Kultur- und Museumsvereines Mannersdorf gründete er 1979 ein Museum, in dem er 1987 eine Steinmetzabteilung einrichtete. Diese „Steintechnische Abteilung“, die aus seiner Privatsammlung hervorgegangen ist, von ihm betreut und durch seinen steten Sammlereifer ständig vermehrt wurde, verwahrt eine Vielzahl von großteils originalen historischen Werkzeugen der Steinbearbeitung und ist eine bedeutende Sammlung für Freunde der Steinmetzkunst.
Zur 400-Jahr-Feier von Kaisersteinbruch im Juni 1990 (damaliger Wissensstand) war ein Ortsmuseum geplant. Opferkuh unterstützte die Bestrebungen des Lehrers Helmuth Furch, wurde einer der wesentlichen Initiatoren und legte den Grundstock für das künftige Steinmetzmuseum Kaisersteinbruch.

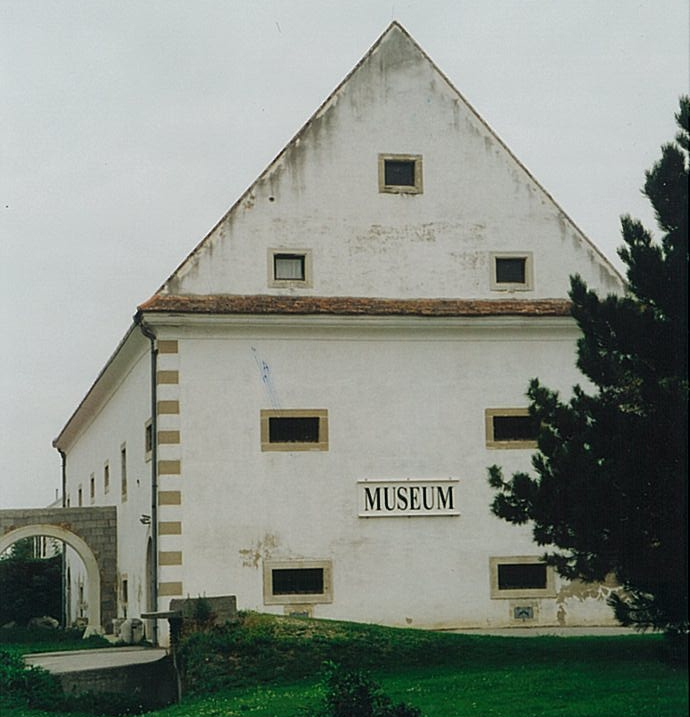
Museum Mannersdorf
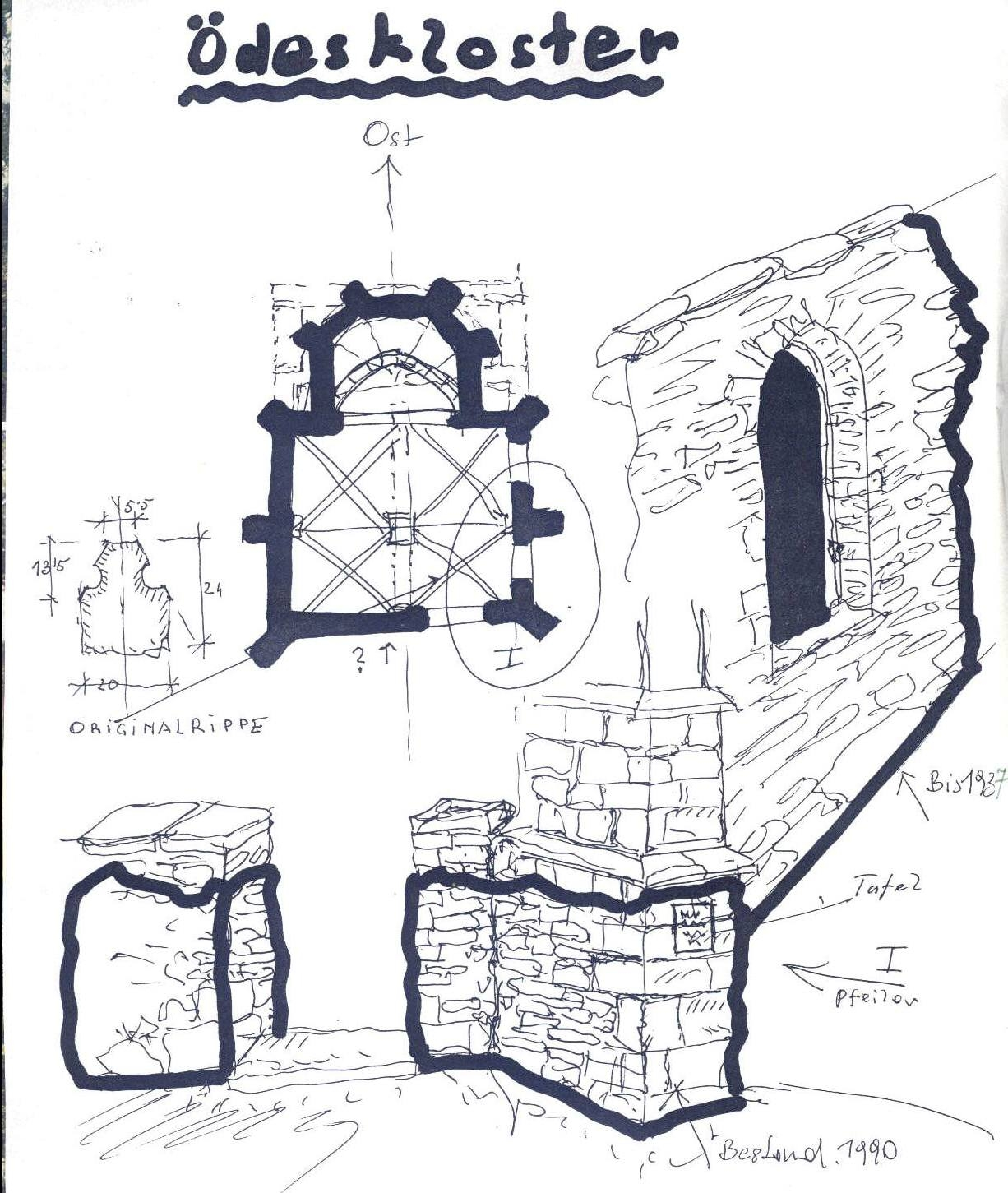
Ödes Kloster, 1990
Symposium 1993

### Steingespräche
Als Krönung seines Lebenswerkes betrachtete er sein Traktat über die Steinmetzkunst, das in ungebundener Form (auch) im Steinmetzmuseum Kaisersteinbruch aufbewahrt wird. Daraus die „Steingespräche“: … bevor der Steinmetz beginnt, einen Stein zu bearbeiten, beobachtet er ihn erst einmal gründlich. Die Qualitäten und Fehler des Rohlings werden gegeneinander abgewogen, man überlegt wie man das Beste aus dem Stein „herausholt“. Dieses Untersuchen und Nachdenken ist jedesmal anders, so wie es auch nie zwei gleiche Steine gibt – dabei kann ein richtiges Selbstgespräch in Gang kommen.
Man beginnt zu überlegen: … da ist eine Lasse, dort ist ein Riß, aber ist zum Glück nicht besonders lang … hier klingt er gut, dort aber schon wieder schlecht, da scheppert was … da geht er gut „vom Zeug“, da ist er eher weich und widerspenstig … da mach ich das Lager nicht auf … dort ist er besser. Manchmal reden Steinmetze auch mit ihren Steinen, was man besser versteht, wenn man weiß, unter welchen enormen Anstrengungen ein Werkstück entsteht.
Friedrich Opferkuh schrieb das Vorwort zum „Hügel-Buch“ 1992: Er war nicht nur ein praktischer Meister seines Faches, sondern auch ein Meister im Entwerfen und der Konstruktion. Sind doch verschiedene Kirchen von ihm entstanden …. Die Altäre in Kaisersteinbruch sind Zeugen. Die Harmonie des Aufbaues und der Geist der Profile zeigen ein Gefühl für Dimensionen. Eine unbekannte Welt. Denn nur wer selbst gearbeitet hat, kann mit Strukturen richtig umgehen. Bei den Kaisersteinbrucher Altären kann man jeden Hieb sehen. Eine heute nicht mehr oft erlebte Bearbeitungslandschaft. Dadurch ein Lehrbeispiel für die Steinbearbeitung.

### Ödes Kloster von Kaisersteinbruch
Opferkuh erkannte und studierte die historische Bedeutung des Öden Klosters auf dem Truppenübungsplatz von Kaisersteinbruch. Er konnte die Bodenformen und Verwerfungen deuten und brachte das „Verschüttete“ wieder ins Bewusstsein einiger Menschen. Mit dem Museums- und Kulturverein Kaisersteinbruch wollte er eine Kennzeichnung mit einer Tafel erreichen, am 2. November 1990 erfolgte mit dem Kommandanten Oberst Alfred Petznek an Ort und Stelle eine Besprechung. Aus militärischen Erwägungen wurde dieses Ansinnen abgelehnt. Jahre später waren auch die letzten spärlichen Reste völlig verschwunden.

## Ehrungen
- 1978 ernannte ihn Frau Bundesminister für Wissenschaft und Forschung, Hertha Firnberg, zum ehrenamtlichen Korrespondenten des Bundesdenkmalamtes.
- 1983: Ehrenring der Gemeinde Mannersdorf am Leithagebirge, Dank und Anerkennung der Bezirkshauptmannschaft Bruck an der Leitha.
- 1987: Ehrenzeichen in Silber der Bundesinnung der Steinmetzmeister, Silberne Ehrennadel des Naturhistorischen Museums in Wien.[3]

## Friedrich-Opferkuh-Symposium
Der Museums- und Kulturverein Kaisersteinbruch gab nach seinem Tod dem Symposium 1993 in Dankbarkeit seinen Namen. Ferenc Gyurcsek aus Budapest restaurierte das „Kuruzzenkreuz“, ein Pestkreuz von 1646, den Transport vom Blauen Bruch im Truppenübungsplatz auf den künftigen Standort organisierte noch Opferkuh. Alexandru Ciutureanu aus Bukarest formte aus Lindenholz einen Strahlenkranz für den Hochaltar der Kaisersteinbrucher Kirche.
Das Steinmetzzeichen von Meister Opferkuh ist auf dem Kaisersteinbrucher Ortsstein des Bildhauers Alexandru Ciutureanu eingemeisselt.

## Schriften
- Steinmetztechnik im Museum Mannersdorf am Leithagebirge. Verlag Kultur- und Museumsverein Mannersdorf, 1992.
- Formung des Steines und Werkzeuge von der Antike bis heute. Mannersdorf 1993, maschinschriftliches Exemplar.